# 세인트로렌스 이로쿼이어
세인트 로렌스 이로쿼이어는 로렌시아어라고도 불리며 퀘벡 온타리오의 세인트로렌스강 유역의 계곡에 쓰였던 이로쿼이어족 계통의 언어다. 지금은 사라진 언어다. 한때 보다 남쪽에 위치한 보다 강력한 이로쿼이 연맹의 모호크족과 투쟁을 했었던 부족이다.